# آرثر هيل (سياسي)
آرثر هيل (بالإنجليزية: Arthur Hill)‏ هو سياسي جنوب أفريقي، ولد في 30 ديسمبر 1873، وتوفي في 27 يونيو 1913. في الانتخابات الفرعية في مجلس العموم البريطاني ‏، انتخب عضو برلمان المملكة المتحدة الـ26 عن دائرة West Down (UK Parliament constituency) ‏ (18 يوليو 1898 – ) وفي الانتخابات العمومية البريطانية 1900 ‏، انتخب عضو برلمان المملكة المتحدة الـ27 عن دائرة West Down (UK Parliament constituency) ‏ ( – 28 يونيو 1905).